# Gordan Petrić
Gordan Petrić - em sérvio, Гордан Петрић (Belgrado, 30 de julho de 1969) - é um ex-futebolista sérvio que atuava como zagueiro.
Revelado no OFK Belgrado, Petrić integrou a seleção iugoslava campeã do Mundial sub-20 de 1987, onde teve espaço nas duas últimas partidas, como peça de reposição. Logo rumaria ao Partizan e à seleção principal, na qual pôde estrear ainda antes da Copa do Mundo de 1990, embora não fosse incluído na lista final. Ele posteriormente foi chamado à Eurocopa 1992, mas a Iugoslávia terminou suspensa do torneio a dez dias da estreia, banida em decorrência da sua guerra civil. Ele somou cinco jogos pela seleção principal, entre 1989 e 1997.[carece de fontes?]
Petrić fez posteriormente carreira em especial em clubes escoceses, incluindo o Rangers.